# جوزيف فرانتز
جوزيف فرانتز (بالإنجليزية: Joseph Frantz)‏ هو جندي أمريكي، ولد في 9 مارس 1837 في فرنسا، وتوفي في 4 أكتوبر 1913 في مينيسوتا في الولايات المتحدة.